# Bellevalia montana
Bellevalia montana är en sparrisväxtart som först beskrevs av Karl Heinrich Koch, och fick sitt nu gällande namn av Pierre Edmond Boissier. Bellevalia montana ingår i släktet Bellevalia och familjen sparrisväxter. Inga underarter finns listade i Catalogue of Life.